# Dalhousie (Nuevo Brunswick)
Dalhousie es una parroquia canadiense situada en la provincia de Nuevo Brunswick.

## Superficie
Dalhousie tiene una superficie de 62,62 km².

## Demografía
En 2021, tenía 1090 habitantes, una densidad poblacional de 17,4 hab./km², y 551 viviendas.